# Oliver Kirk
 Oliver Leonard Kirk (ur. 20 kwietnia 1884 w Beatrice, zm. 14 marca 1960 w Farmington) – amerykański bokser.

## Kariera w boksie amatorskim
W 1904 roku na letnich igrzyskach olimpijskich w Saint Louis zdobył złote medale w kategorii koguciej i piórkowej. Był to jedyny przypadek w historii igrzysk olimpijskich, gdy jeden bokser zdobył dwa złote medale w różnych kategoriach wagowych na tych samych igrzyskach.

## Kariera w boksie zawodowym
Walczył zawodowo od 1906 do 1919. Spośród znanych zawodników pokonał Abe Attella w 1912, a przegrał z Johnnym Kilbane’em i Attellem w 1913.